# Șoapte (cântec de Celia)
„Șoapte” este un cântec dance-pop al interpretei de origine română Celia. Piesa este al treilea extras pe single al albumului Celia, fiind lansat în ianuarie 2008.
Solista a înregistrat balada „Șoapte”, pe care a înscris-o competiția locală a Concursului Muzical Eurovision ce avea să se desfășoare în prima jumătate a anului următor. În urma trierii tuturor pieselor participante, înregistrarea artistei a fost inclusă între cele douăzeci și patru de cântece avansate în cadrul Selecției Naționale 2007. „Șoapte” a fost prezentată în cea de-a doua semifinală a competiției, însă nu a obținut suficiente puncte pentru a fi inclusă pe lista finalistelor.
Artista a decis să lanseze această înregistrare la începutul anului 2008, în urma reacților pozitive stârnite de ea în rândul fanilor săi. Compoziția a debutat pe treapta cu numărul 97 în ierarhia din România și a ocupat prima poziție, devenind prima clasare pe locul 1 a Celiei în Romanian Top 100. „Șoapte” beneficiază de două versiuni oficiale, varianta „slow” (balada prezentată în cadrul Selecției Naționale 2007) și versiunea „RMX”, ambele fiind incluse pe albumul de debut al interpretei. Premiera videoclipui a avut loc pe data de 29 ianuarie 2008 în cadrul emisiunii de divertisment Teo Live, de pe Prima TV.

## Versiuni existente
- „Șoapte” (versiunea „slow”)
- „Șoapte” (versiunea „RMX”)
- „Șoapte” (instrumental)

## Clasamente
| Țară (clasament)                    | Poziția maximă | Referințe   |
| ----------------------------------- | -------------- | ----------- |
| Europa (APC Charts — Euro 200)      | 102            | [ 6 ]       |
| România (Kiss FM/TV — Fresh Top 40) | 1              | [ 7 ]       |
| România (Romanian Top 100)          | 1              | [ 8 ] [ 4 ] |

Pozițiile obținute în Romanian Top 100
După ce compoziția a activat în ierarhia națională timp de douăzeci și unu de săptămâni, clasamentul nu a mai fost publicat.
| Săptămâna | 1  | 2  | 3  | 4  | 5  | 6  | 7  | 8 | 9 | 10 | 11 | 12 | 13 | 14 | 15 | 16 | 17 | 18 | 19 | 20 | 21 |
| --------- | -- | -- | -- | -- | -- | -- | -- | - | - | -- | -- | -- | -- | -- | -- | -- | -- | -- | -- | -- | -- |
| Poziție   | 97 | 58 | 30 | 24 | 14 | 11 | 11 | 8 | 2 | 6  | 3  | 3  | 1  | 3  | 5  | 4  | 6  | 13 | 14 | 22 | 20 |